# 今村卓博
今村 卓博（いまむら たかひろ、1980年4月17日 - ）は、日本の男性声優。東京俳優生活協同組合所属。埼玉県出身。

## 人物
CHK声優センター、俳協ボイスアクターズスタジオ（14期生）を経て、東京俳優生活協同組合所属。
声種はハイバリトン。
免許・資格は普通自動車免許。
趣味・スポーツは水泳、キックボクシング。

## 出演

### テレビアニメ
1999年
- 魔術士オーフェン Revenge（村人C）

2000年
- ゲートキーパーズ（男子生徒A）
- 週刊ストーリーランド 老婆シリーズ「かえすマスク」（不良C）
- BRIGADOON まりんとメラン（隊員C）

2001年
- 犬夜叉（2001年 - 2002年、村人、妖怪達）
- 機動天使エンジェリックレイヤー
- スターオーシャンEX（クルーC）
- 逮捕しちゃうぞ SECOND SEASON（立川）

2003年
- 幻影闘士バストフレモン（終末論者、本部長 他）

2004年
- かいけつゾロリ（宇宙人、目目連、ペンギン、フー、漁師）
- サムライチャンプルー（護衛）
- 砂ぼうず（鮎川、ロボット兵）
- 蒼穹のファフナー Dead Aggressor（A計画スタッフ）

2008年
- 西洋骨董洋菓子店〜アンティーク〜（爆統の男、ディレクター）

2013年
- 探検ドリランド -1000年の真宝-（ベリーハニワ）

2018年
- ロード オブ ヴァーミリオン 紅蓮の王（風間夜刀）

2023年
- ノケモノたちの夜（店主）
- アルスの巨獣（研究員、医者）

### OVA
- GUNDAM EVOLVE../8 GAT-X105 STRIKE GUNDAM（2005年、地上兵）

### ゲーム
- ときめきメモリアル3 〜約束のあの場所で〜（2001年、白鳥正輝）
- 忍風戦隊ハリケンジャー（2002年、マンマルバ、マンマルバ成体）
- Little Aid（2005年、和原奏十郎）
- 喧嘩番長2 フルスロットル（2007年、黒澤琢巳）
- Tartaros-タルタロス-（2010年、ランドス）
- LORD of VERMILION III（2013年、オーディン）
- 信長の野望 出陣（2023年-、大谷吉継[4][5]、可児才蔵、細川藤孝[6]）

### 特撮
- スーパー戦隊シリーズ
  - 百獣戦隊ガオレンジャー（2001年、バイクオルグの声）
  - 忍風戦隊ハリケンジャー（2002年、マンマルバの声）
  - 忍風戦隊ハリケンジャー シュシュッと THE MOVIE（2002年、マンマルバの声）
  - 忍風戦隊ハリケンジャーVSガオレンジャー（2003年、マンマルバの声）
  - 天装戦隊ゴセイジャー（2011年、オルトウロスヘッダーのナモノ・ガタリ〈ナモノ〉の声）

### テレビドラマ
- はぐれ刑事純情派（2001年）

### ナレーション
- サントリー「オメガエイド」（CMナレーション、2018年）
- タイムショック21（ナレーション）
- 平成ちばニュースツアー 〜平成30年のニュースを振り返る〜（ナレーション、2019年4月20日）

### その他コンテンツ
- 新世紀エヴァンゲリオン（リニューアル版追加キャスト ※役名無し）